# 神花山古墳
神花山古墳（じんがやまこふん）は、山口県熊毛郡平生町佐賀にある古墳。形状は前方後円墳。山口県指定史跡に指定されている。

## 概要

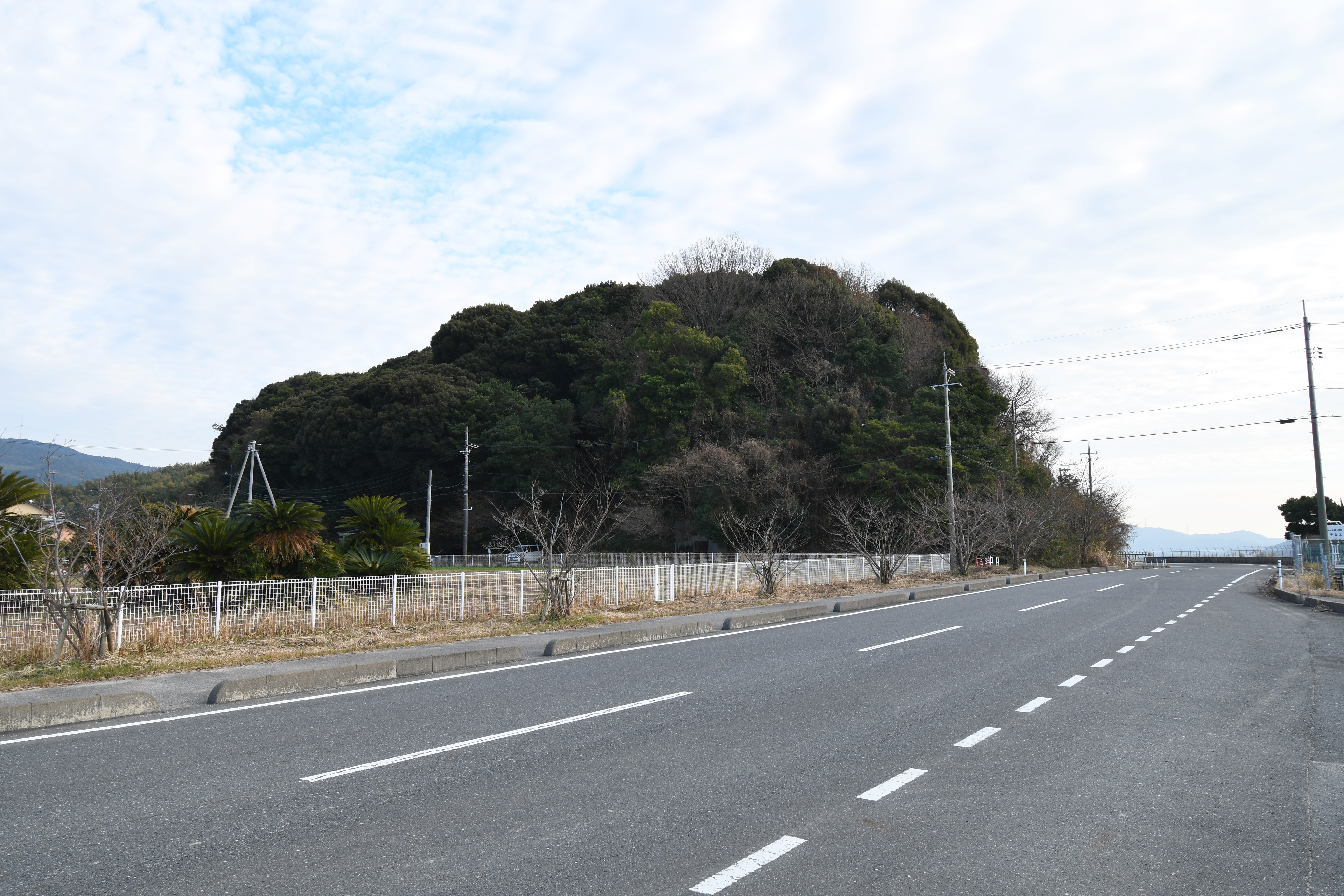
古墳の所在する神花山

山口県南東部、熊毛半島付け根の平生湾に面する独立丘陵の神花山（標高39メートル）の頂部に築造された古墳である。付近では阿多田古墳・野稲古墳（消滅）の分布が知られる。戦時中に石棺が発見され人骨が出土しているほか、1988年（昭和63年）に発掘調査が実施されている。
墳形は前方部が開かない柄鏡式の前方後円形で、前方部を東方向に向ける。墳丘外表では、埴輪片（円筒埴輪・朝顔形埴輪）のほか葺石が認められる。埋葬施設は薄板石による箱式石棺で、墳丘主軸に直交して長さ1.75メートル・幅0.37メートル・深さ0.35メートルを測る。前述のように戦時中に棺中から人骨が出土しており、人骨は占領軍によりニュージーランドに移されたのち頭骨のみが返還され、その後の調査で20代女性と判明している（出土当時は壮年男性と想定）。棺内では赤色顔料も認められるほか、鏡片・勾玉が出土している。
築造時期は、古墳時代中期の5世紀前半（または5世紀初頭）頃と推定される。熊毛地域では白鳥古墳（山口県で最大規模の古墳）・柳井茶臼山古墳・阿多田古墳などの築造も知られ、これらは一連の首長墓系譜をなすとされる。また女性人骨の出土例としても重要視される古墳になる。
古墳域は1982年（昭和57年）に山口県指定史跡に指定されている。現在は史跡整備のうえで公開されているほか、出土人骨の復顔像が平生町歴史民俗資料館に展示され、現地でもそれを基にした女王像が建てられている。

## 遺跡歴
- 1944年（昭和19年）、旧海軍の高射砲陣地構築の際に石棺発見・人骨出土[1][5][2]。
- 1982年（昭和57年）11月5日、山口県指定史跡に指定[6]。
- 1987年（昭和62年）、頭骨が20代女性と判明（長崎大学医学部の鑑定）[2]。
- 1988年（昭和63年）、発掘調査（山口県埋蔵文化財センター）[1]。

## 墳丘

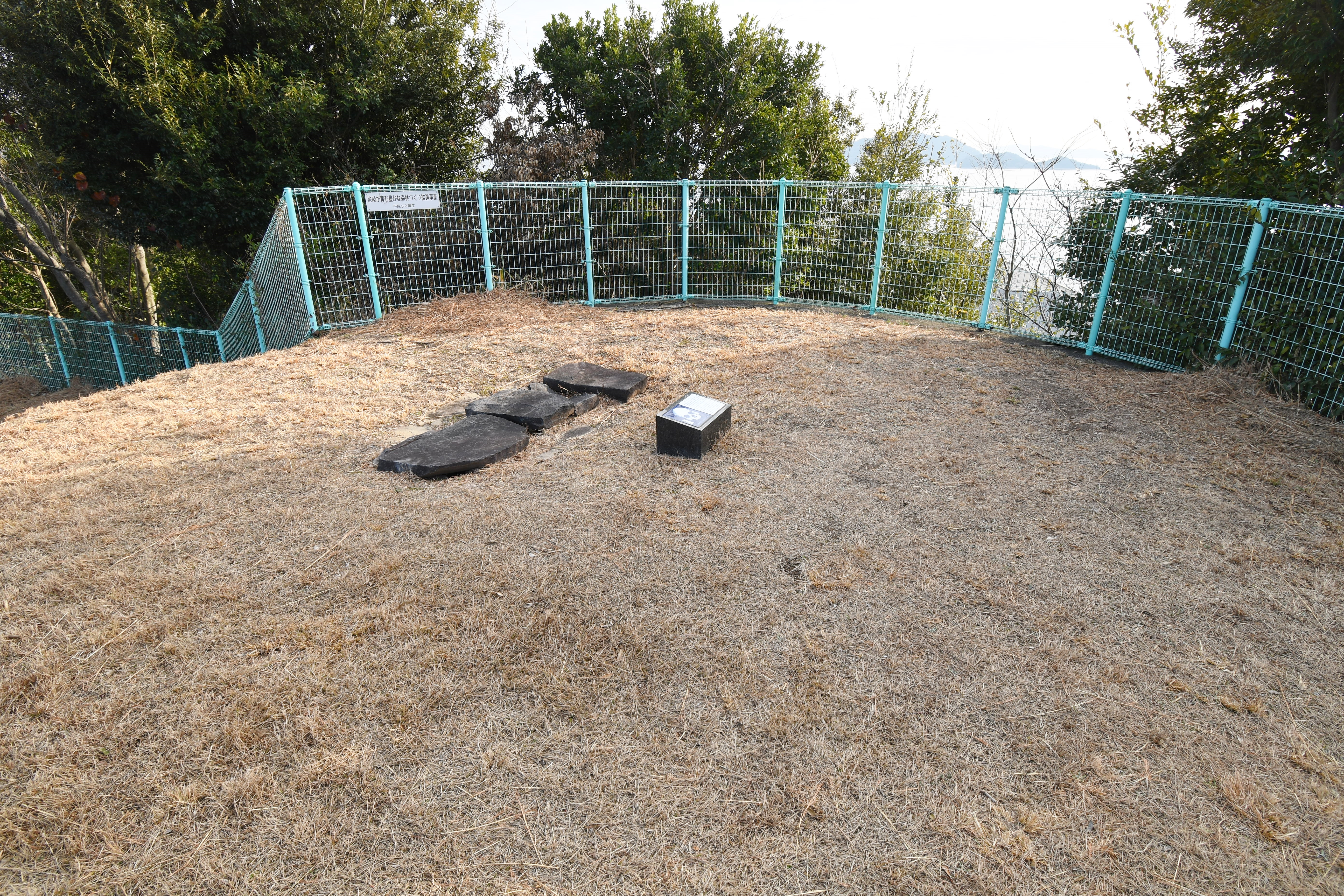
後円部墳頂中央に箱式石棺（複製）。背景に平生湾。

墳丘の規模は次の通り。
- 墳丘長：30.3メートル
- 後円部
  - 直径：16.6メートル
  - 高さ：2.5メートル
- 前方部
  - 幅：9.6メートル

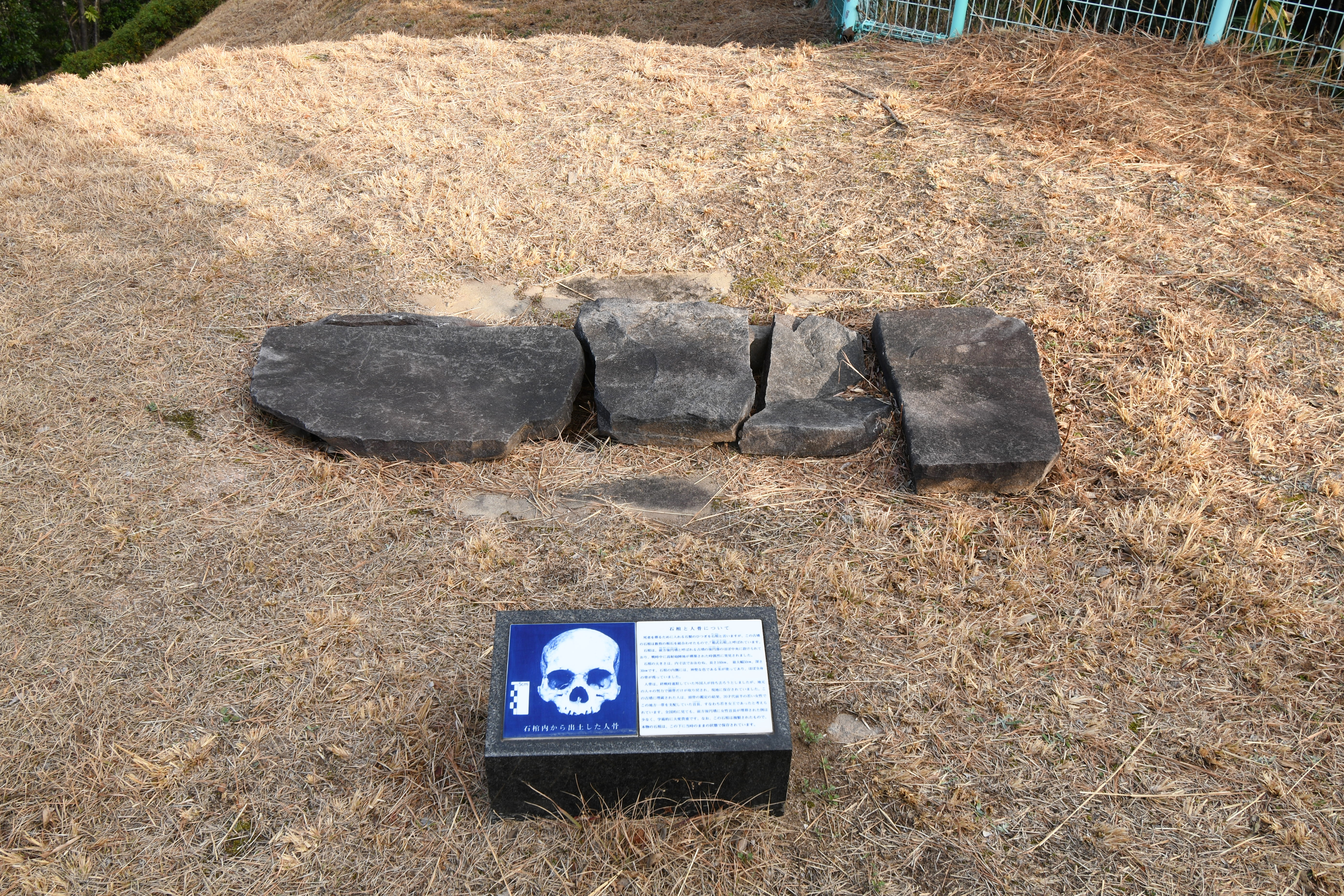
箱式石棺（複製）
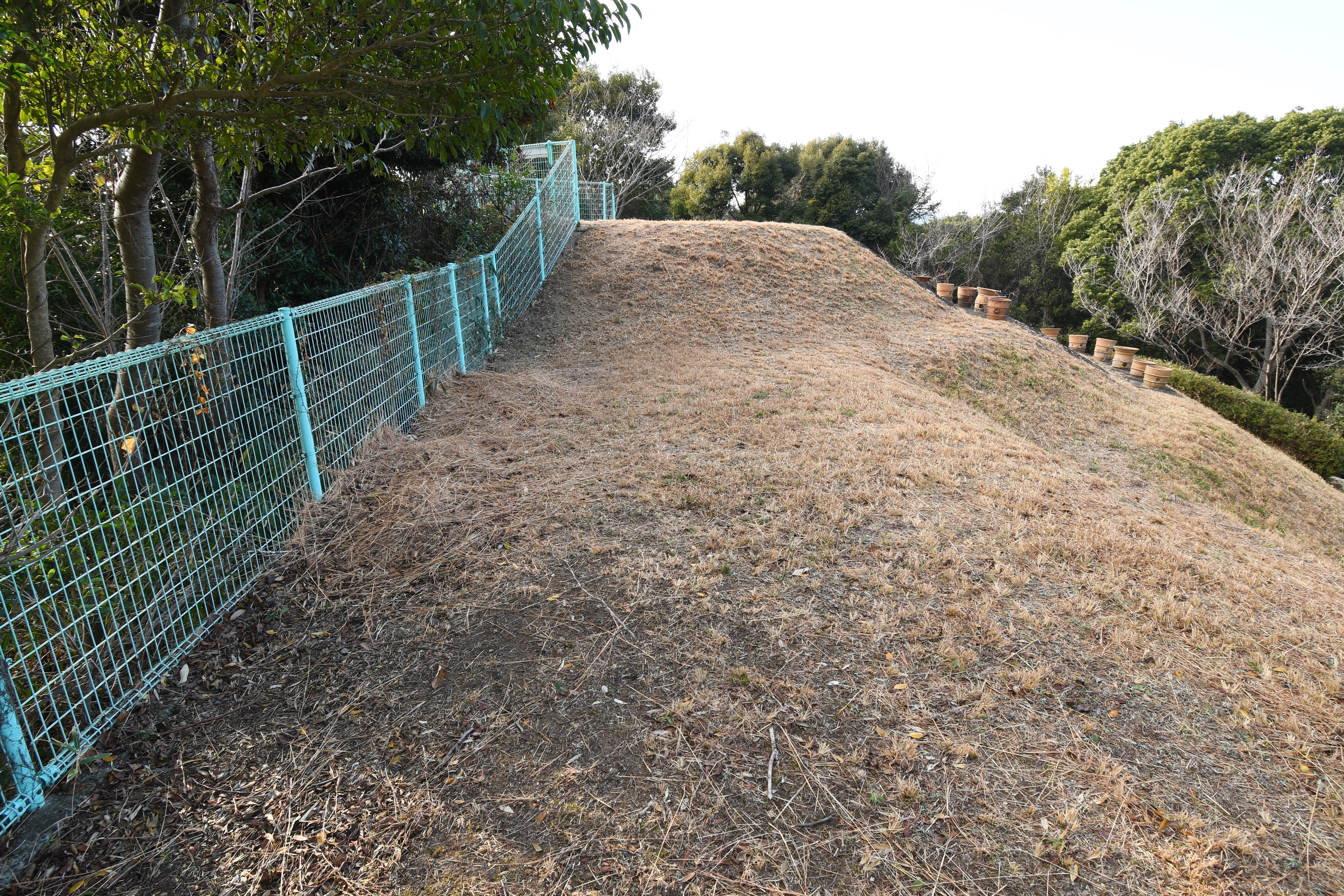
前方部から後円部を望む
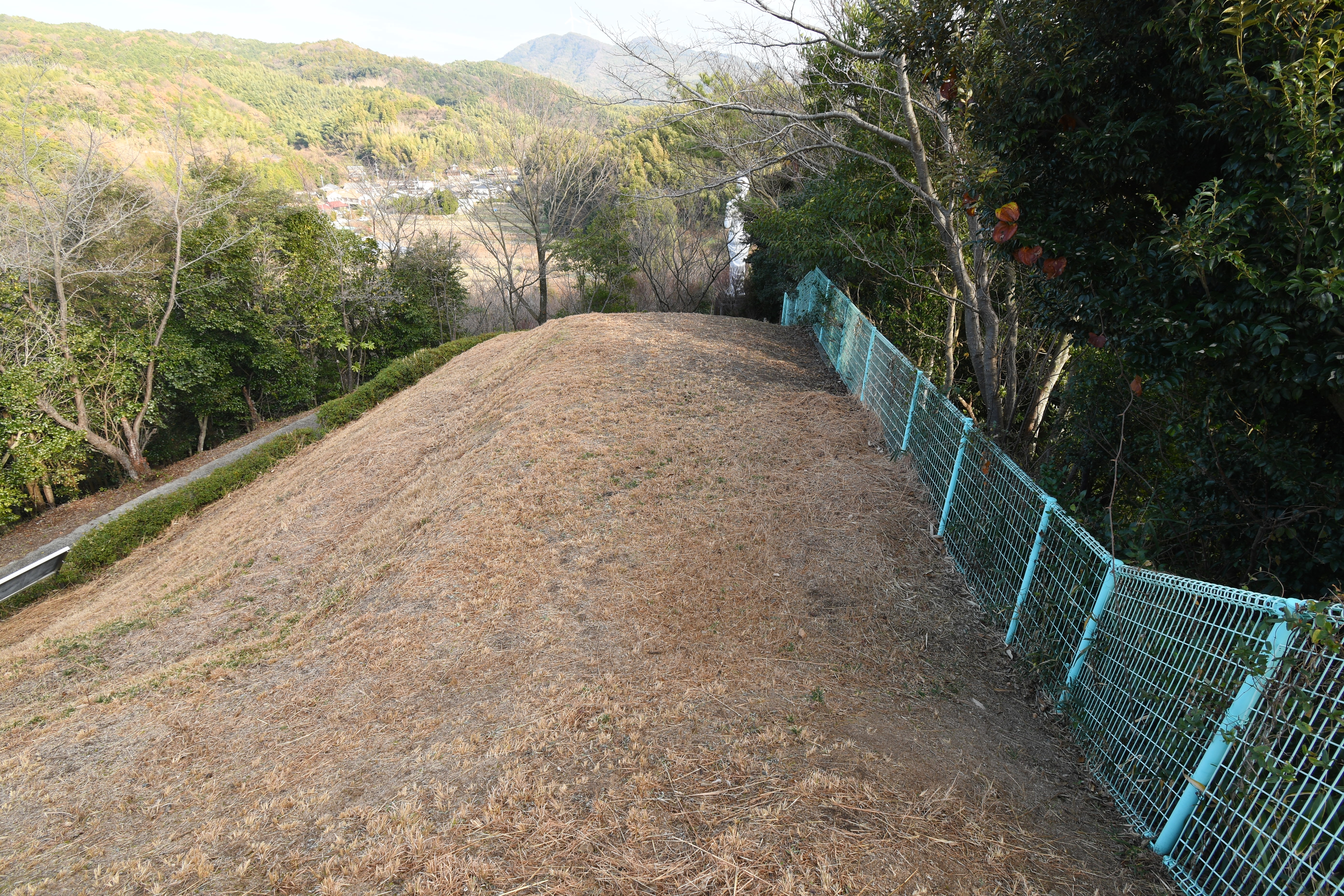
後円部から前方部を望む

## 文化財

### 山口県指定文化財
- 史跡
  - 神花山古墳 - 1982年（昭和57年）11月5日指定[6]。

## 現地情報
所在地
- 山口県熊毛郡平生町佐賀

交通アクセス
- 柳井駅（西日本旅客鉄道（JR西日本）山陽本線）から、防長交通バスで「田名」バス停下車

関連施設
- 平生町歴史民俗資料館 - 神花山古墳の出土品を展示。

周辺
- 白鳥古墳 - 山口県指定史跡。山口県で最大規模の古墳。

## 関連文献
（記事執筆に使用していない関連文献）
- 「神花山古墳」『山口県史』 資料編 考古1、山口県、2000年。